# Plav (kommun)
Plav är en kommun i Montenegro. Den ligger i den östra delen av landet. Antalet invånare är 13 108. Arean är 486 kvadratkilometer.
Terrängen i Plav är huvudsakligen bergig.
Följande samhällen finns i Plav:
- Plav
- Gusinje